# Antonio Litta Visconti Arese

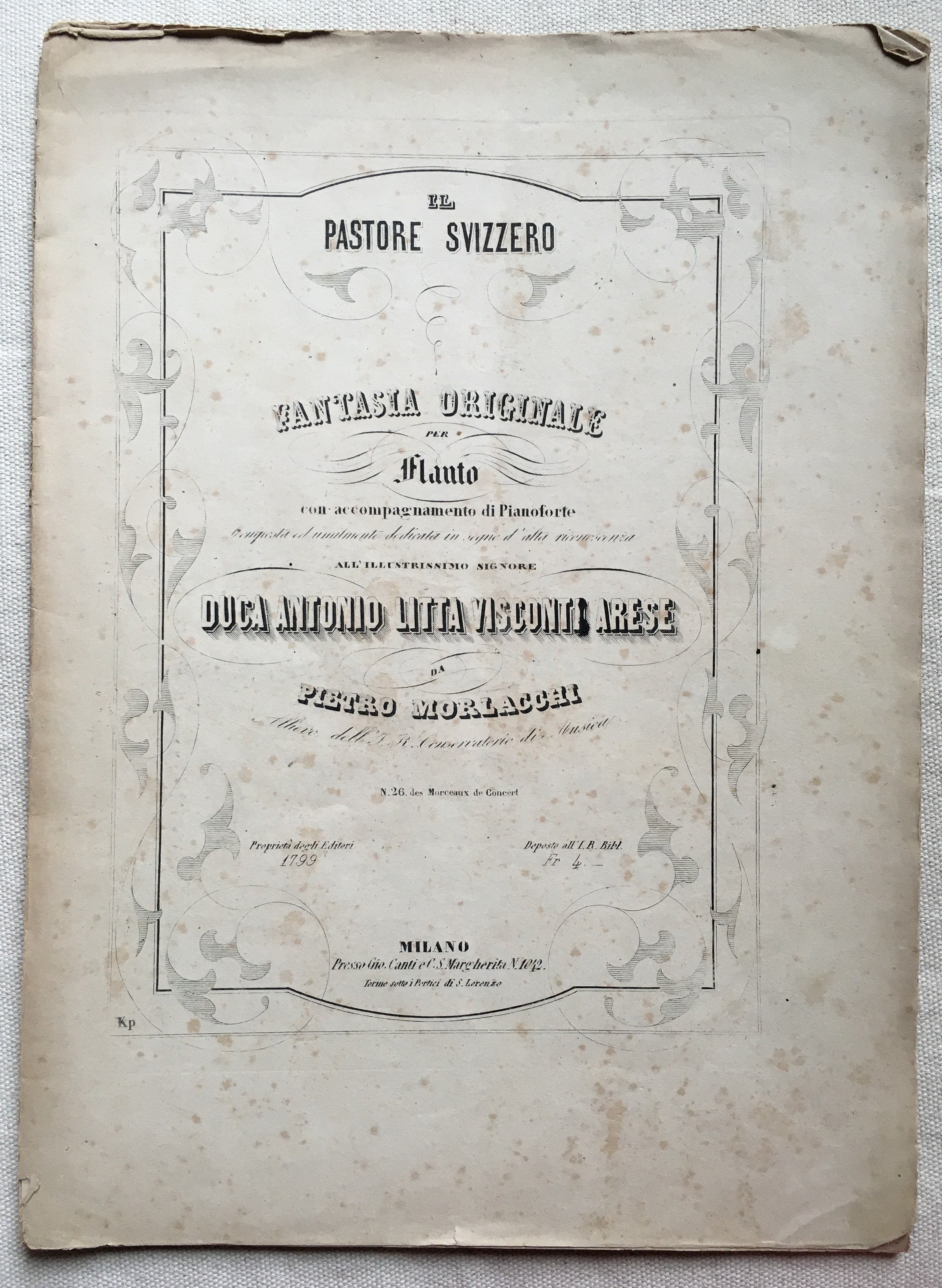
Composizione "Il pastore svizzero" di Pietro Morlacchi, con dedica

Antonio Litta Visconti Arese, I duca Litta, VII marchese di Gambolò (Milano, 2 maggio 1748 – Milano, 14 agosto 1820), è stato un nobile e politico italiano.

## Biografia
Antonio Litta Visconti Arese apparteneva ad una delle principali famiglie nobili della capitale della Lombardia, quella dei Litta Visconti Arese. Suo padre era infatti Pompeo Giulio Litta Visconti Arese, VI marchese di Gambolò, mentre sua madre era Maria Elisabetta Visconti Borromeo.
Succeduto al padre nei titoli della sua casata all'epoca della Repubblica Cisalpina, divenne ben presto Consigliere di Stato e inquadrato quindi nella nobiltà fedele alla causa rivoluzionaria francese. Egli era inoltre fratello del contrammiraglio della marina russa Giulio Renato.
Napoleone lo nominò Gran Ciambellano del Regno d'Italia, Gran Dignitario dell'Ordine della Corona ferrea, Grand'Ufficiale della Legion d'Onore, senatore e lo nominò quindi duca col predicato "di Litta" con decreto del 28 febbraio 1810 e lettere patenti del 5 gennaio 1812; già con lettere patenti del 12 aprile 1809 era stato nominato conte del nuovo regno napoleonico.
Litta era inoltre membro del collegio elettorale dei proprietari terrieri nonché presidente ed amministratore dell'Ospedale Maggiore di Milano.

Malgrado la sua sovente serietà e il suo fare taciturno che lo contraddistinguevano per carattere, il Litta aveva sentimenti elevati. Non appena seppe che suo fratello il cardinale Litta era stato esiliato a Nîmes dopo essersi astenuto dal prendere parte, assieme ad altri cardinali, alla cerimonia di matrimonio tra Napoleone e l'arciduchessa Maria Luisa d'Asburgo-Lorena, si apprestò a concedergli una pensione per sopravvivere. Poco dopo rese conto al viceré italiano Eugène de Beauharnais di questa sua azione, rispondendo: 

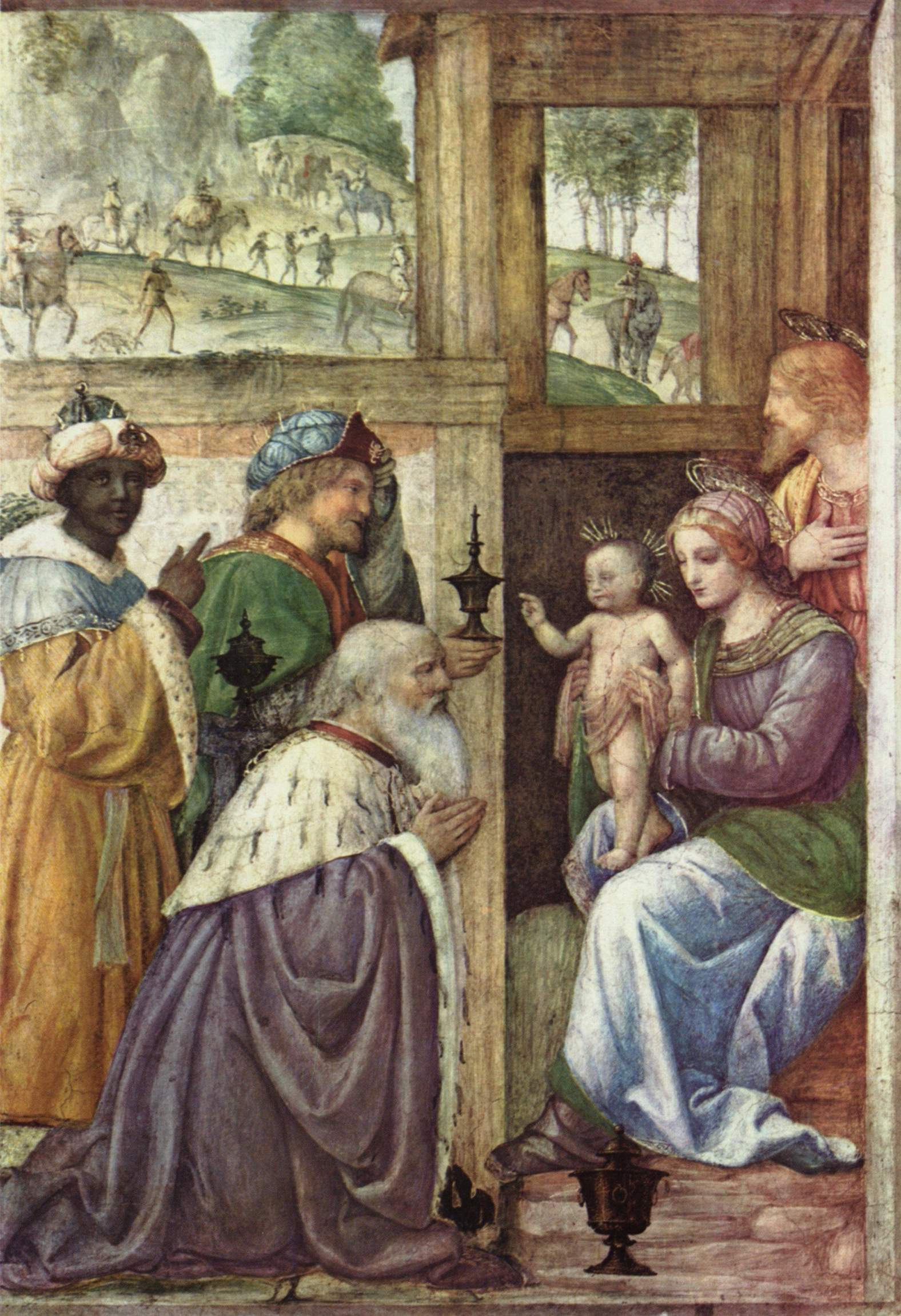
LAdorazione dei Magi, Bernardino Luini, (1520-1525).

Collezionista d'arte, il duca di Litta possedette diverse opere di Bernardino Luini, tra cui ad esempio l'Adorazione dei Magi.
Sposò Barbara (10 febbraio 1759 † 20 ottobre 1833), figlia d'Alberico Barbiano di Belgiojoso e di Anna Ricciarda d'Este (1735 † 1777).

## Araldica
| Stemma | Descrizione                                                          | Blasonatura |
|        | Antonio Litta Visconti Arese 7º marchese di Gambolò                  | Inquartato: al 1° rombeggiato d'azzurro e d'argento, al 2° d'oro, all'aquila coronata, di nero, al 3° di Visconti; al 4° d'argento, al volo di nero abbassato; sul tutto, scaccato d'oro e di nero. Motto: PER LEALTA' MANTENERE. |
| \| \|  | Antonio Litta Visconti Arese Conte del Regno (LL.PP. 12 aprile 1809) | Écartelé : au I, de sinople au chevron d'or, abaissé sous cinq étoiles d'argent, 3 et 2 ; au II, de gueules à deux pieds ailés d'argent ; au III, coupé d'argent et de gueules ; au IV, palé d'argent et d'azur.                  |
|        | Antonio Litta Visconti Arese Duca di Litta e del Regno               | Scaccato d'oro e di nero, al quarto di verde caricato di un gherone d'oro sormontato da cinque stelle del medesimo, 3 e 2 (come grand'ufficiale della corona); al capo dei duchi dell'Impero francese.                            |
|        |                                                                      | |

## Albero genealogico
|                                                                     |                                                       |                                                              | Genitori                                                           |  |  | Nonni |  |  | Bisnonni                             |  |  | Trisnonni                               |  |
|                                                                     |                                                       |                                                              |                                                                    |  |  |       |  |  | Pompeo Litta, IV marchese di Gambolò |  |  | Agostino Litta, III marchese di Gambolò |  |
|                                                                     |                                                       |                                                              |                                                                    |  |  |       |  |  | Pompeo Litta, IV marchese di Gambolò |  |  | Agostino Litta, III marchese di Gambolò |  |
|                                                                     |                                                       | Maria Ferrer                                                 |                                                                    |  |  |       |  |  | Pompeo Litta, IV marchese di Gambolò |  |  |                                         |  |
| Antonio Litta, V marchese di Gambolò                                |                                                       |                                                              |                                                                    |  |  |       |  |  | Pompeo Litta, IV marchese di Gambolò |  |  |                                         |  |
|                                                                     |                                                       | Claudia Erba                                                 | Antonio Maria Erba, I marchese di Mondonico                        |  |  |       |  |  |                                      |  |  |                                         |  |
|                                                                     |                                                       | Claudia Erba                                                 | Antonio Maria Erba, I marchese di Mondonico                        |  |  |       |  |  |                                      |  |  |                                         |  |
|                                                                     |                                                       | Claudia Erba                                                 | Teresa Turconi                                                     |  |  |       |  |  |                                      |  |  |                                         |  |
| Pompeo Giulio Litta Visconti Arese, VI marchese di Gambolò          |                                                       | Claudia Erba                                                 |                                                                    |  |  |       |  |  |                                      |  |  |                                         |  |
|                                                                     |                                                       | Giulio Visconti Borromeo Arese, conte della pieve di Brebbia | Fabio Visconti Borromeo, conte della pieve di Brebbia              |  |  |       |  |  |                                      |  |  |                                         |  |
|                                                                     |                                                       | Giulio Visconti Borromeo Arese, conte della pieve di Brebbia | Fabio Visconti Borromeo, conte della pieve di Brebbia              |  |  |       |  |  |                                      |  |  |                                         |  |
|                                                                     |                                                       | Giulio Visconti Borromeo Arese, conte della pieve di Brebbia | Margherita Arese                                                   |  |  |       |  |  |                                      |  |  |                                         |  |
| Paola Visconti Borromeo                                             |                                                       | Giulio Visconti Borromeo Arese, conte della pieve di Brebbia |                                                                    |  |  |       |  |  |                                      |  |  |                                         |  |
|                                                                     |                                                       | Margherita Borromeo Visconti                                 | Pirro I Visconti Borromeo, conte della pieve di Brebbia            |  |  |       |  |  |                                      |  |  |                                         |  |
|                                                                     |                                                       | Margherita Borromeo Visconti                                 | Pirro I Visconti Borromeo, conte della pieve di Brebbia            |  |  |       |  |  |                                      |  |  |                                         |  |
|                                                                     |                                                       | Margherita Borromeo Visconti                                 | Paola Trotti Bentivoglio                                           |  |  |       |  |  |                                      |  |  |                                         |  |
| Antonio Litta Visconti Arese, I duca Litta, VII marchese di Gambolò |                                                       | Margherita Borromeo Visconti                                 |                                                                    |  |  |       |  |  |                                      |  |  |                                         |  |
|                                                                     | Fabio Visconti Borromeo, conte della pieve di Brebbia | Pirro I Visconti Borromeo, conte della pieve di Brebbia      |                                                                    |  |  |       |  |  |                                      |  |  |                                         |  |
|                                                                     | Fabio Visconti Borromeo, conte della pieve di Brebbia | Pirro I Visconti Borromeo, conte della pieve di Brebbia      |                                                                    |  |  |       |  |  |                                      |  |  |                                         |  |
|                                                                     | Fabio Visconti Borromeo, conte della pieve di Brebbia | Ippolita Annoni                                              |                                                                    |  |  |       |  |  |                                      |  |  |                                         |  |
| Giulio Visconti Borromeo Arese, conte della pieve di Brebbia        | Fabio Visconti Borromeo, conte della pieve di Brebbia |                                                              |                                                                    |  |  |       |  |  |                                      |  |  |                                         |  |
|                                                                     |                                                       | Margherita Arese                                             | Bartolomeo III Arese, conte di Castel Lambro                       |  |  |       |  |  |                                      |  |  |                                         |  |
|                                                                     |                                                       | Margherita Arese                                             | Bartolomeo III Arese, conte di Castel Lambro                       |  |  |       |  |  |                                      |  |  |                                         |  |
|                                                                     |                                                       | Margherita Arese                                             | Lucrezia Omodei                                                    |  |  |       |  |  |                                      |  |  |                                         |  |
| Maria Elisabetta Visconti Borromeo                                  |                                                       | Margherita Arese                                             |                                                                    |  |  |       |  |  |                                      |  |  |                                         |  |
|                                                                     |                                                       | Giacomo Cusani Visconti                                      | Ottavio Cusani Visconti, II marchese di Chignolo                   |  |  |       |  |  |                                      |  |  |                                         |  |
|                                                                     |                                                       | Giacomo Cusani Visconti                                      | Ottavio Cusani Visconti, II marchese di Chignolo                   |  |  |       |  |  |                                      |  |  |                                         |  |
|                                                                     |                                                       | Giacomo Cusani Visconti                                      | Margherita Biglia                                                  |  |  |       |  |  |                                      |  |  |                                         |  |
| Teresa Cusani Visconti                                              |                                                       | Giacomo Cusani Visconti                                      |                                                                    |  |  |       |  |  |                                      |  |  |                                         |  |
|                                                                     |                                                       | Juliane Josefa von Nesselrode                                | Philipp Wilhelm von Nesselrode, barone von Nesselrode zu Ereshoven |  |  |       |  |  |                                      |  |  |                                         |  |
|                                                                     |                                                       | Juliane Josefa von Nesselrode                                | Philipp Wilhelm von Nesselrode, barone von Nesselrode zu Ereshoven |  |  |       |  |  |                                      |  |  |                                         |  |
|                                                                     |                                                       | Juliane Josefa von Nesselrode                                | Adriana Alexandrine von Leerodt                                    |  |  |       |  |  |                                      |  |  |                                         |  |
|                                                                     |                                                       | Juliane Josefa von Nesselrode                                |                                                                    |  |  |       |  |  |                                      |  |  |                                         |  |